# DJ Hype
Kevin Ford (* 1968 Londýn, Anglie), spíše známý jako DJ Hype, je britský jungle a drumandbassový hudební producent a DJ. Hype působí na britské hudební scéně již od roku 1989, kdy vyhrál DJský DMC šampionát a reprezentoval Velkou Británii na evropském mistrovství.

## Životopis
S hudbou začal už jako teenager v roce 1982, kdy pomáhal PJ a Smiley vytvářet hudbu pro Heatwave ve východním Londýně. V roce 1989 se podílel na produkci desek „Exorcist“ a „Tee Bee“ pro Kickin ', Strictly Underground a Suburban Base. Je také spojován s londýnskou pirátskou rádiovou stanicí Fantasy FM, později se proslavil u stanice Kiss FM a zístkal tak mnohá ocenění jako je Best Male DJ nebo Best Radio DJ.
V roce 1993 s kamarádem Pascalem založil značku Ganja Records.
V roce 1997 vznikl nezávislý label True Playa, kde Hype produkuje hudbu společně s DJ Zinc, Pascalem a Rude Bwoy Monty (tato trojice si říká Ganja Kru).

## Diskografie

### EP a Singly
- Exorcist / The Bee (with The Scientist) (Kickin')
- Shot In The Dark (Suburban Base)
- Roll The Beats (Suburban Base)
- Computerised Cops / You Must Think First (with Ganja Kru) (Ganja Records)
- Tiger Style / Mash Up Da Place (with Ganja Kru) (Ganja Records)
- Super Sharp Shooter (with Ganja Kru) (Parousia/BMG)

### Mixy
- Drum & Bass Selection
- FabricLive.03
- FabricLive.18 with Andy C
- Dubplate Killaz
- Dubplate Killaz 2: Return of the Ninja
- World Dance – The Drum 'n' Bass Experience
- Drum & Bass Arena Presents: DJ Hype
- Drum & Bass Essentials a triple CD compilation mixed by DJ Hype